# Higashine
Higashine (japanska: 東根市?, Higashine-shi) är en stad i den japanska prefekturen Yamagata på den norra delen av ön Honshu. Higashine fick stadsrättigheter 3 november 1958. Staden är belägen vid Mogamifloden, i ett område känt för sina frukt- och bärodlingar. 

## Kommunikationer
Staden har en station, Sakurambo-Higashine, på Yamagata Shinkansen-linjen som ger förbindelse med direkttåg från Tokyo.